# Basin City (Washington)
Basin City è un census-designated place (CDP) degli Stati Uniti d'America, situato nello stato di Washington, nella contea di Franklin.